# スコット (アルバム)
| 専門評論家によるレビュー | 専門評論家によるレビュー |
| レビュー・スコア         | レビュー・スコア         |
| 出典                     | 評価                     |
| ------------------------ | ------------------------ |

『スコット』(原題"Scott")は、1967年にイギリスで発表された、アメリカ出身のミュージシャンでウォーカー·ブラザーズのフロントマンだった、スコット·ウォーカーによる初のソロ·アルバム。非常に大きな商業的·批評的成功を収め、イギリスのヒット·チャートで3位にまで登り詰めた。本作と次作の『スコット2』は、フィル·スペクターの"ウォール·オブ·サウンド"のレコーディング·テクニックが採用されている。

## 概観
本作は、スコット率いるウォーカー·ブラザースのアルバム、"Images"の発売から6ヵ月後にリリースされた。作品は全体的に壮大なオーケストラ·アレンジメントを施した楽曲が目立ち、彼のオリジナル曲3曲と、彼自身の選曲によるカバー曲9曲で構成されている。特にカバー曲の中には、彼の尊敬するベルギーのミュージシャン、ジャック・ブレルの英訳された楽曲がアルバム全体の比重を大きく占める。スコットはジャックの事を、"世界で最も重要なシンガーソングライター"と評している。ジャック·ブレルの楽曲は、次作『スコット2』、次々作『スコット3』にも収録されている。

## 曲目
Side 1
1.いとしのマチルダ "Mathilde" (Jacques Brel,Gérard Jouannest, Mort Shuman) 2:39
2.モンタギューの青い影 "Montague Terrace(In Blue)" (Noel Scott Engel ※スコット·ウォーカーの本名) 3:31
3.アンジェリカ "Angelica" (Cynthia Weil,Barry Mann) 4:02
4.バルチモアの貴婦人 "The Lady Came from Baltimore" (Tim Hardin) 1:59
5.ジョアンナが恋した時 "When Joanna Loved Me" (Jack Segal,Robert Wells) 3:08
6.マイ·デス "My Death" (Brel,Shuman) 4:57
Side 2
1.恋の傷あと "The Big Hurt" (Wayne Shanklin) 2:26
2.小さな恋 "Such a Small Love" (Engel) 4:55
3.ユーアー·ガナ·ヒア·フロム·ミー "You're Gonna Hear From Me" (Andlé Previn,Dory Previn) 2:53
4.長い眠れぬ夜 "Through a Long and Sleepless Night"  (Mack Gordon,Alfred Newman) 4:12
5.いつでも君のもとに "Always Coming Back to You" (Engel) 2:41
6.アムステルダム "Amsterdam" (Brel,Shuman) 3:04

## パーソネル
・スコット·ウォーカー:ヴォーカル
・ウォーリー·ストット:編曲;指揮(Side 1:1,2,5  Side 2:1,2)
・レグ·ゲスト:編曲;指揮(Side 1:3,4,6  Side 2:5)
・ピーター·ナイト:編曲;指揮(Side 2:3,4)
・ピーター·オリフ:エンジニア

## チャート
| チャート           | ポジション |
| ------------------ | ---------- |
| UKアルバムチャート | ３位       |